# Гневашев, Игорь Иванович
Игорь Иванович Гневашев (19 октября 1936, Одесса — 25 ноября 2016, Москва) — советский и российский фотожурналист и фотохудожник. Член Союза журналистов и Союза кинематографистов России.

## Биография
Родился в семье командира Красной армии. Отец, Иван Петрович Гневашев, в 1944 г. погиб на фронте в Восточной Пруссии.
В 1937 г. вместе с семьёй переехал в Москву.
В 1954 г. поступил в Московский полиграфический институт. В 1958 г. поступил в заочную школу Ирвина Пенна, что стало возможным через редакцию журнала «Советский Союз», в котором появились его первые любительские работы. В 1962 г. посещал лекторий по фоторепортажу при Союзе журналистов СССР.
В 1965 г. начал работу фотокорреспондентом в прогрессивном в те годы журнале «РТ» Гостелерадио СССР. В 1966 г. перешёл на работу в журнал «Советский экран», затем в «Советский фильм». В 1976 г. был принят в штат журнала «Советский фильм».
В 1981 г. ушёл из журнала и начал работу как свободный художник, сотрудничал с Андреем Тарковским, Сергеем Бондарчуком, Сергеем Соловьевым, Михаилом Швейцером и другими режиссёрами «Мосфильма».
Лауреат премии профессиональной гильдии фотографов и Союза журналистов «Золотой глаз России» за фотолетопись российского кино. Его персональные выставки проходили в Москве, Твери, Нижнем Новгороде. Участник выставок Интерпрессфото (диплом), Всесоюзная выставка 1976 года (Бронзовая медаль), «30 лет Великой победы» (приз), «Наша молодость» (диплом), «ФОТО 60-70» и др. Автор фотокниг и альбомов. Его имя занесено в мировую энциклопедию «Современный фотограф» (Макмилан Лимитед). По мнению английского объединения «Фотоэкспедиция», он вошёл в число восьми лучших фотографов мира.
В 2011 году на IX фестивале «Московская премьера» стал лауреатом специального приза за вклад в культуру.
Похоронен на Хованском кладбище.

### Основные выставки
- 1998 — персональная выставка в Музее кино (г. Москва)
- 1996 — персональная выставка в Доме журналистов (г. Москва)
- 1995 — персональная выставка в Доме кинематографистов (г. Москва)
- 1991 — персональная выставка в г. Нижний Новгород
- 1989 — персональная выставка в г. Тверь
- 1982 — выставка «60 лет СССР»
- 1978 — выставка «Природа и человек» (г. Новокузнецк)
- 1976 — Всесоюзная выставка
- 1975 — выставка «30 лет Великой Победы»
- 2012 — персональная выставка в библиотеке киноискусства имени С. М. Эйзенштейна[4]

## Фильмография
Работая на съемках фильмов в качестве фотографа, Игорь Гневашев не раз привлекался для исполнения эпизодических ролей. В ряде фильмов использовались фотографии, выполненные Гневашевым. Кроме того, Игорь Иванович сам снял несколько документальных фильмов.
- 1971 — «12 стульев» (реж. Леонид Гайдай) — актёр (эпизод)
- 1973 — «Земля Санникова» (реж. Альберт Мкртчян) — актёр (эпизод)
- 1974 — «Мечтать и жить» (реж. Юрий Ильенко) — актёр (эпизод)
- 1985 — «Иди и смотри» (реж. Элем Климов) — актёр (эпизод)
- 1987 — «Филёр» (реж. Роман Балаян) — актёр (эпизод)
- 1991 — «Побег на край света» (реж. Александр Майоров) — актёр (эпизод)
- 1992 — «Чёрный квадрат» (реж. Юрий Мороз) — актёр (эпизод)
- 1994 — «Охота» (реж. Виталий Соломин) — актёр (эпизод)
- 1995 — «Я — русский солдат» (реж. Андрей Малюков) — актёр (эпизод)
- 1996 — «Облако» (документальный) — оператор
- 1997 — «Как снималась „Чуча“» (документальный) (реж. Гарри Бардин) — оператор
- 1998 — «Сибирский цирюльник» (реж. Никита Михалков) — фотограф
- 2004 — «72 метра» (реж. Владимир Хотиненко) — актёр (эпизод)
- 2006 — «Многоточие» (реж. Андрей Эшпай) — художник-фотограф
- 2006 — «Хранитель времени» (документальный) — автор сценария, режиссёр, оператор[5]
- 2008 — «Моё множество лет» (документальный) — автор сценария, режиссёр, оператор[6]
- 2010 — «Как прекрасен этот мир» (документальный) — автор сценария, режиссёр, оператор[7]